# Kupuzište
Kupuzište (en serbe cyrillique : Купузиште) est un village de Serbie situé dans la municipalité de Kladovo, district de Bor. Au recensement de 2011, il comptait 239 habitants.

## Démographie

### Évolution historique de la population
| 1948 | 1953 | 1961 | 1971 | 1981 | 1991 | 2002 | 2011 |
| ---- | ---- | ---- | ---- | ---- | ---- | ---- | ---- |
| 783  | 768  | 819  | 782  | 797  | 657  | 317  | 239  |

|  |